# Rhodostrophia badakhschana
Rhodostrophia badakhschana är en fjärilsart som beskrevs av Ebert 1965. Rhodostrophia badakhschana ingår i släktet Rhodostrophia och familjen mätare. Inga underarter finns listade.